# Лайонс (селище, Нью-Йорк)
Лайонс (англ. Lyons) — переписна місцевість (CDP) в США, в окрузі Вейн штату Нью-Йорк. Населення — 3989 осіб (2020).

## Географія
Лайонс розташований за координатами 43°3′48″ пн. ш. 76°59′36″ зх. д. / 43.06333° пн. ш. 76.99333° зх. д. (43.063370, -76.993384).  За даними Бюро перепису населення США в 2010 році переписна місцевість мала площу 10,75 км², з яких 10,55 км² — суходіл та 0,20 км² — водойми. В 2017 році площа становила 12,05 км², з яких 11,85 км² — суходіл та 0,20 км² — водойми.

## Демографія
Згідно з переписом 2010 року, у селищі мешкало 3619 осіб у 1521 домогосподарстві у складі 902 родин. Густота населення становила 337 осіб/км².  Було 1716 помешкань (160/км²).
Расовий склад населення:
| - 83,8 % — білих - 10,6 % — чорних або афроамериканців - 0,3 % — корінних американців - 0,3 % — азіатів - 2,0 % — осіб інших рас |

До двох чи більше рас належало 3,0 %. Частка іспаномовних становила 5,0 % від усіх жителів.
За віковим діапазоном населення розподілялося таким чином: 23,8 % — особи молодші 18 років, 62,0 % — особи у віці 18—64 років, 14,2 % — особи у віці 65 років та старші. Медіана віку мешканця становила 39,3 року. На 100 осіб жіночої статі у селищі припадало 92,4 чоловіків;  на 100 жінок у віці від 18 років та старших — 93,1 чоловіків також старших 18 років.
Середній дохід на одне домашнє господарство  становив 45 418 доларів США (медіана — 35 318), а середній дохід на одну сім'ю — 58 637 доларів (медіана — 50 729). Медіана доходів становила 50 081 долар для чоловіків та 30 718 доларів для жінок. За межею бідності перебувало 23,2 % осіб, у тому числі 44,1 % дітей у віці до 18 років та 12,6 % осіб у віці 65 років та старших.
Цивільне працевлаштоване населення становило 1469 осіб. Основні галузі зайнятості: освіта, охорона здоров'я та соціальна допомога — 29,7 %, виробництво — 21,0 %, роздрібна торгівля — 11,0 %, науковці, спеціалісти, менеджери — 8,9 %.